# Wetle Holte
Wetle Holte (* 4. September 1973 in Skien) ist ein norwegischer Jazzmusiker (Schlagzeug, Perkussion).

## Leben und Wirken
Holte besuchte das Musikkonservatorium Trondheim und arbeitete ab den späten 1990er-Jahren in der norwegischen Jazzszene mit Håkon Kornstad und Per Zanussi in der Band Wibutee; deren Debütalbum Newborn Thing erschien 1998. In den folgenden Jahren spielte er außerdem mit Bugge Wesseltoft und in Eivind Aarsets Projektrn Electronique Noire und The Sonic Codex Orchestra. Des Weiteren gehörte er den Rockbands Grand Telemark, Beady Bell und Spacebopcircus (mit Øyvind Brandtsegg, Rune Brøndbo) an und arbeitete mit Anja Garbarek, Nils Petter Molvær und Petter Carlsen. Im Bereich des Jazz war er zwischen 1998 und 2015 an 16 Aufnahmesessions beteiligt.
Unter eigenem Namen legte er 2012 das Album Hurricane vor.